# Willem Drost

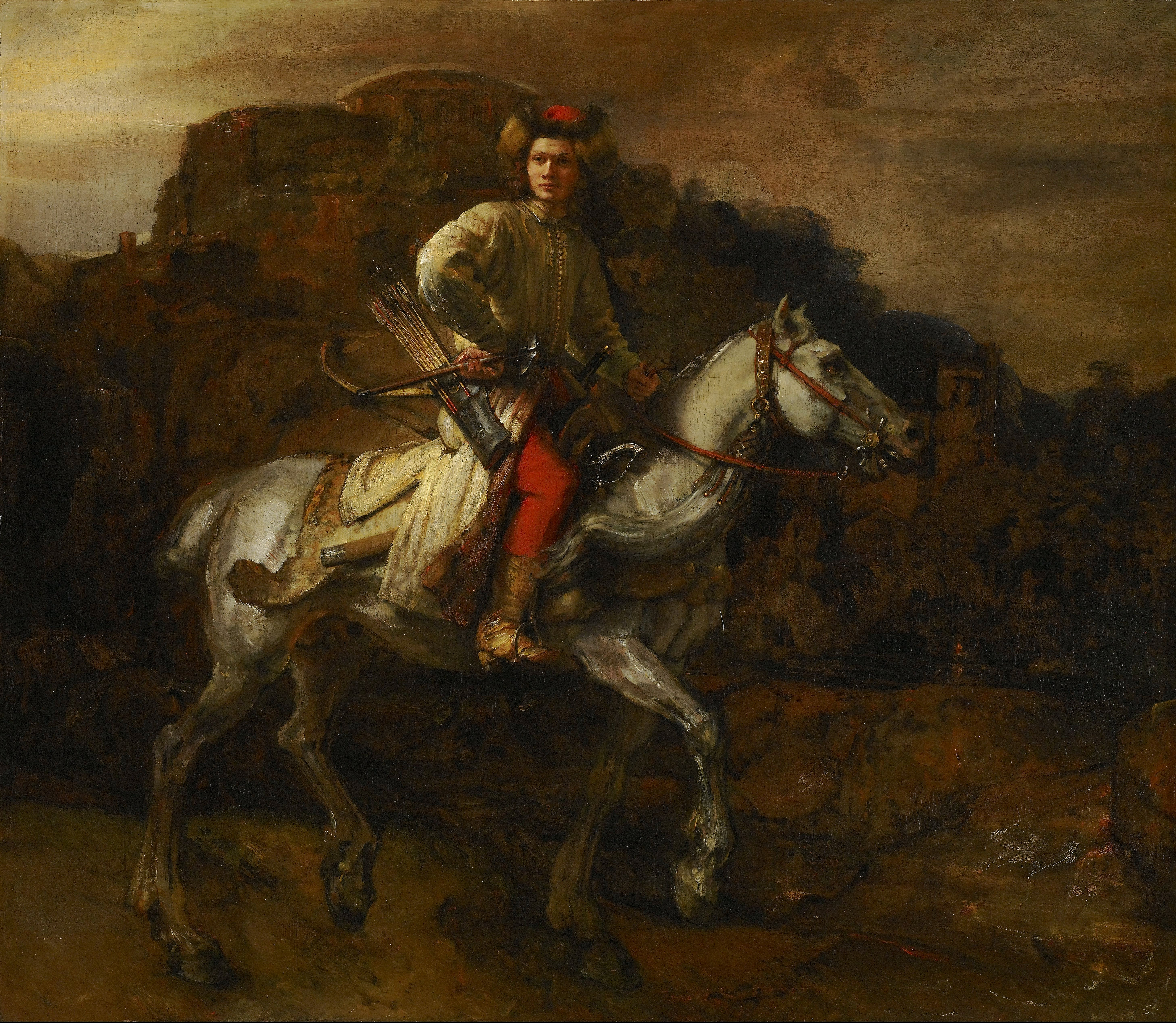
Jinete polaco (obra tradicionalmente atribuida a Rembrandt. Alguns historiadores consideram que fora pintada por Drost.

Willem Drost (19 de abril de 1633 - 25 de fevereiro de 1659) foi um pintor neerlandês da idade do ouro e gravurista de pinturas históricas e retratos. É notório por seus retratos e por suas pinturas relatando a história. Devido seu falecimento precoce, são mantidos muito poucos dos seus trabalhos e sua figura está intimamente relacionada com a de seu professor, Rembrandt. Foi um dos artistas que por Arnold Houbraken foi biografado.

## Biografia
Foi uma figura misteriosa, intimamente associado com Rembrandt, com muito poucas pinturas claramente atribuídas a si.
Presume-se que tenha nascido em Amsterdão, no que era então conhecido como as Províncias Unidas dos Países Baixos, mas quando e onde, é desconhecido. Por volta de 1650, de acordo com Houbraken, tornou-se aluno de Rembrandt, onde iniciou um desenvolvimento de uma estreita relação de trabalho. Pintando cenas de história, composições bíblicas, estudos simbólicos de uma figuras solitárias, assim como retratos. Como um estudante, sua obra de 1654 intitulada Bate-Seba foi inspirado pela pintura de Rembrandt feito no mesmo ano sobre o mesmo assunto e dado o mesmo título, embora seus tratamentos são bastante diferentes, ambos Drost e Rembrandt estão no Museu do Louvre, em Paris.
De acordo com Houbraken era um pintor de alegorias históricas que tinham sido um aluno de Rembrandt.
Influenciou o pintor Adolf quando ainda menino. Em algum momento em meados da década de 1650 o jovem artista foi para Roma onde, ainda de acordo com Houbraken, colaborou com o artista alemão Johann Carl Loth. Morreu na cidade no fim de 1659.
As obras reconhecidas de Willem Drost são muito raras, enquanto Rembrandt é creditado com mais de 2000 pinturas e gravuras, a maioria dos quais não são estão assinados. Nos últimos anos, alguns pesquisadores atribuiram diversas pinturas de Rembrandt a Drost, pois sua autenticidade não estava comprovada. A importância dessas obras é tal que o Projeto de Pesquisa Rembrandt Foundation foi criada em Amsterdam para rever a atribuição de todas as suas obras. Estudiosos têm agora reatribuída uma série de pinturas de Rembrandt para seus alunos e associados.